# Carlos de Narváez
Carlos de Narváez Steüer (Bogotá, Colombia) es un empresario colombiano nacionalizado argentino presidente de la empresa Ribera Desarrollos S.A.
Junto con su hermano Francisco de Narváez, y otras familias suramericanas, Carlos De Narváez es accionista de la cadena de supermercados Tía SA (Tiendas Industriales Asociadas SA), y de un importante grupo de empresas Colombianas, Argentinas, Ecuatorianas, y Uruguayas, incluyendo Ribera Desarrollos SA, Ayuí S.A, Industria Textil Argentina (INTA) S.A., Rapsodia SA, América TV, Selecta S.A., supermercados Ta-Ta S. A. y  Multi Ahorro, Perfumería y Farmacia San Roque Uruguay.

## Historia familiar
Su abuelo materno, Karel Steüer, fue la imagen familiar más influyente. Este último era dueño de la cadena de supermercados  Te - Ta en Checoslovaquia.
La cadena inicio operaciones junto a la catedral de San Vito, en la vieja Praga, cuando la ciudad era la capital de Checoslovaquia. Asociado a su compatriota y amigo Federico Deutsch, se extendieron a Rumania y Yugoslavia bajo ese nombre. La expansión del negocio duró hasta las vísperas de la Segunda Guerra Mundial. Forzados por la Segunda Guerra Mundial, los Steüer y los Deutsch emigraron a tierras americanas dejando todo, estableciéndose en Bogotá, Colombia iniciando operaciones en Bogotá en 1940 bajo la marca Tía SA (Tiendas Industriales Asociadas SA). Luego expandieron el negocio a Argentina, Ecuador, Perú y Uruguay.
En 1946, junto con Deutsch, Karel Steüer inauguró Casa Tía en Buenos Aires.
Por su línea paterna, De Narváez proviene de una tradicional y prominente familia bogotana. Su padre era bisnieto del presidente de Colombia José Manuel Marroquín, que gobernó los destinos del país entre 1901 y 1904.

## Proyectos inmobiliarios
Carlos de Narváez es un desarrollador inmobiliario que realizó varios proyectos en Argentina, y es presidente de la empresa Ribera Desarrollos SA la cual entre otros proyectos desarrollo centros comerciales como Paseo Alcorta (1992), Shopping Paseo del Sol Bahía Blanca (1998), Shopping Paseo del Sol Santa Fe (1998) y Shopping La Ribera Santa Fe (2008).
En el marco de la 5.ª edición del Salón Inmobiliario (SMI), De Narváez presentó el emprendimiento Alrío en Buenos Aires, uno de sus proyectos más importantes, realizado por Ribera Desarrollos SA.
Alrío es un megaemprendimiento ubicado en Vicente López, un municipio urbano en la Provincia de Buenos Aires, Argentina, de una inversión de 800 millones de dólares y de más de medio millón de metros cuadrados.
Contará con 66.000 m² distribuidos en 3 pares de tres torres residenciales, un centro comercial in‐out de más de 150.000 m², auditorio cultural cubierto para 12.000 personas y edificios de oficinas con 150.000 m². Además, el desarrollo contempla un espacio destinado a 8.000 unidades de cocheras; todo ello en un predio de 16 hectáreas frente al Río de la Plata. A todo ello se le suma la nueva traza de una avenida costera que une Vicente López con la ciudad de Buenos Aires.
Las torres tendrán 26 pisos con departamentos de dos a cinco ambientes, en dos plantas, penthouse con terrazas, y los edificios tendrán piscina, gimnasio, microcine y áreas de entretenimiento independientes. Además de una torre corporativa habrá cuatro edificios apaisados para oficinas de cuatro, cinco y seis pisos. El emprendimiento también prevé la construcción de un helipuerto, amarras y un hotel. La firma también construirá una cámara potabilizadora y una usina eléctrica. La avenida costera ya está terminada, y el resto del proyecto estará terminado en el 2013.
En 2019, la empresa que administra Carlos De Narváez, Ribera Desarrollos SA, declaró que no podía hacer frente a sus obligaciones y entró en concurso de acreedores. Esto tuvo que ver con el megaproyecto inmobiliario conocido como Alrío, en el municipio de Vicente López, el cual generó una deuda en el orden de los 200 millones de dólares. 
El pasado 18 de febrero de 2019, el juzgado en lo Comercial 12 de la Ciudad de Buenos Aires declaró abierto el concurso preventivo. Entre los acreedores figuraban importantes bancos como Patagonia, HSBC e Hipotecario, empresas, proveedores, inversores y propietarios de dos torres que la empresa vendió pero que no construyó nunca.
De Narváez y los principales acreedores estaban a punto de cerrar un acuerdo para cancelar dicho pasivo. Sin embargo, el empresario se negó a firmar el convenio, generando un profundo malestar entre todos los acreedores. Esta situación derivó en denuncias penales por fraude contra De Narváez.

## División Argentina de Tía S.A
En los años 90, Carlos De Narváez y su hermano Francisco no tenían las mismas ideas sobre la gestión de la división Argentina de Tía SA, y Carlos dejó a Francisco la conducción de la filial Argentina.
En 1999, Exxel, un fondo de adquisición conformado por inversionistas estadounidenses, y Promodes, la segunda mayor cadena minorista de Francia en esa época antes de fusionar con     Carrefour, compró la división argentina de Tía S.A. a través de la cadena de supermercados Norte por 630 millones de dólares. Carrefour gastó otros 600 millones de dólares en tres años para agregar tiendas, abandonando la marca Casa Tía en favor de Norte primero y finalmente Carrefour.
Sin embargo, De Narváez, quiere reabrir la filial Argentina de Tía SA. A mediados de 2009, compró a Carrefour la marca Tía S.A en Argentina, y promete reimplantar Casa Tía, empezando en Buenos Aires.